# Le Comte de Monte-Cristo
Pour les articles homonymes, voir Le Comte de Monte-Cristo (homonymie).
Le Comte de Monte-Cristo est un roman d'Alexandre Dumas, écrit avec la collaboration d'Auguste Maquet et dont la publication commence pendant l'été 1844. Il est partiellement inspiré du récit d'un fait divers, « Le Diamant et la Vengeance » (voir Pierre Picaud), publié en 1838 dans les Mémoires tirés des archives de la police (tome V, chapitre LXXIV), mémoires apocryphes rédigés en large partie par l'écrivain Étienne-Léon de Lamothe-Langon à partir des notes de Jacques Peuchet, archiviste de la préfecture de police.
Le roman raconte comment, au début du règne de Louis XVIII, le 24 février 1815, alors que Napoléon se prépare à quitter l'île d'Elbe pour les Cent Jours, Edmond Dantès, jeune marin de dix-neuf ans, second du navire Le Pharaon, débarque à Marseille pour s'y marier le lendemain avec la belle Catalane Mercédès. Trahi par des « amis » jaloux, il est dénoncé comme conspirateur bonapartiste et enfermé dans une geôle du château d'If, au large de Marseille. Après quatorze années, d'abord réduit à la solitude et au désespoir puis régénéré et instruit en secret par un compagnon de captivité qui lui révèle l'emplacement d'un trésor disparu, l'abbé Faria, il réussit à s'évader et prend possession du trésor caché dans l'île de Montecristo. Rendu riche et puissant, Dantès se fait passer pour divers personnages, dont le comte de Monte-Cristo. Il entreprend de garantir le bonheur et la liberté aux rares qui lui sont restés fidèles et de se venger méthodiquement de ceux qui l'ont accusé à tort et fait emprisonner.
Cet ouvrage est, avec Les Trois Mousquetaires, l'une des œuvres les plus connues de l'écrivain tant en France qu'à l'étranger. Il a d'abord été publié en feuilleton dans le Journal des débats du 28 août au 19 octobre 1844 (1re partie), du 31 octobre au 26 novembre 1844 (2e partie), puis finalement du 20 juin 1845 au 15 janvier 1846 (3e partie).

## Résumé
Au début du règne de Louis XVIII, le 24 février 1815, alors que Napoléon se prépare à quitter l'île d'Elbe pour les Cent Jours, Edmond Dantès, jeune marin de dix-neuf ans, second du trois-mâts de marine marchande Le Pharaon, débarque à Marseille après la mort du capitaine Leclère en mer. Sur son lit de mort, Leclère a chargé Dantès de remettre sur l'île d'Elbe un colis au général Bertrand (exilé avec Napoléon) et une lettre à un bonapartiste de Paris nommé Noirtier.
Son coéquipier le comptable Danglars est jaloux de la rapide promotion de Dantès au titre de capitaine du Pharaon par l'armateur Pierre Morrel. À la veille du mariage de Dantès avec sa belle fiancée catalane Mercédès, Danglars rencontre Fernand Mondego, le cousin de Mercédès et amoureux d'elle. Les « amis » jaloux échafaudent un complot pour dénoncer Dantès anonymement comme conspirateur bonapartiste. Le voisin de Dantès, Caderousse, est présent ; lui aussi est jaloux de Dantès, mais bien qu'il s'oppose au complot, il devient trop ivre pour l'empêcher. 
Le jour de son mariage, Dantès est arrêté, mais le lâche Caderousse reste muet. Villefort, substitut du procureur du Roi à Marseille, est le fils de Noirtier. Sachant que sa carrière politique serait détruite si l'on apprenait que son père est bonapartiste, il détruit la lettre et fait taire Dantès en le condamnant sans procès à la réclusion à perpétuité dans une geôle du château d'If, au large de Marseille. Le 20 mars 1815, Napoléon ayant repris le pouvoir, Morrel demande en vain de rendre Dantès libre à Villefort (celui-ci prévoyant un retour rapide de la monarchie). 
Après six ans d'isolement au château d'If, d'abord réduit à la solitude et au désespoir, Dantès est au bord du suicide lorsqu'un compagnon de captivité, l'abbé Faria, un prêtre érudit italien, creuse un tunnel d'évasion qui aboutit par erreur dans la cellule de Dantès. L'abbé aide Dantès à déduire les coupables de son emprisonnement. Au cours des huit années suivantes, Faria enseigne à Dantès les langues, l'histoire, la culture, les mathématiques, la chimie, la médecine et les sciences. Se sachant proche de la mort par catalepsie et s'étant attaché à son élève, Faria révèle à Dantès l'emplacement d'un vaste trésor disparu caché sur l'île de Monte-Cristo.
Le 28 février 1829, Faria meurt. Dantès emporte le corps de Faria dans sa cellule et se cache dans le sac funéraire. Lorsqu'il est jeté à la mer, Dantès coupe le sac et nage jusqu'à l'île voisine de Tiboulen, où, prétendant être un marin naufragé, il est secouru par des contrebandiers génois. Quelques mois plus tard, il localise et prend possession du trésor caché ; il achète plus tard l'île de Monte-Cristo et le titre de comte au gouvernement toscan. Rendu riche et puissant, Dantès se fait passer pour divers personnages. Il entreprend de garantir le bonheur et la liberté aux rares qui lui sont restés fidèles et de se venger méthodiquement de ceux qui l'ont accusé à tort et fait emprisonner.

## Personnages du roman

### Principaux personnages

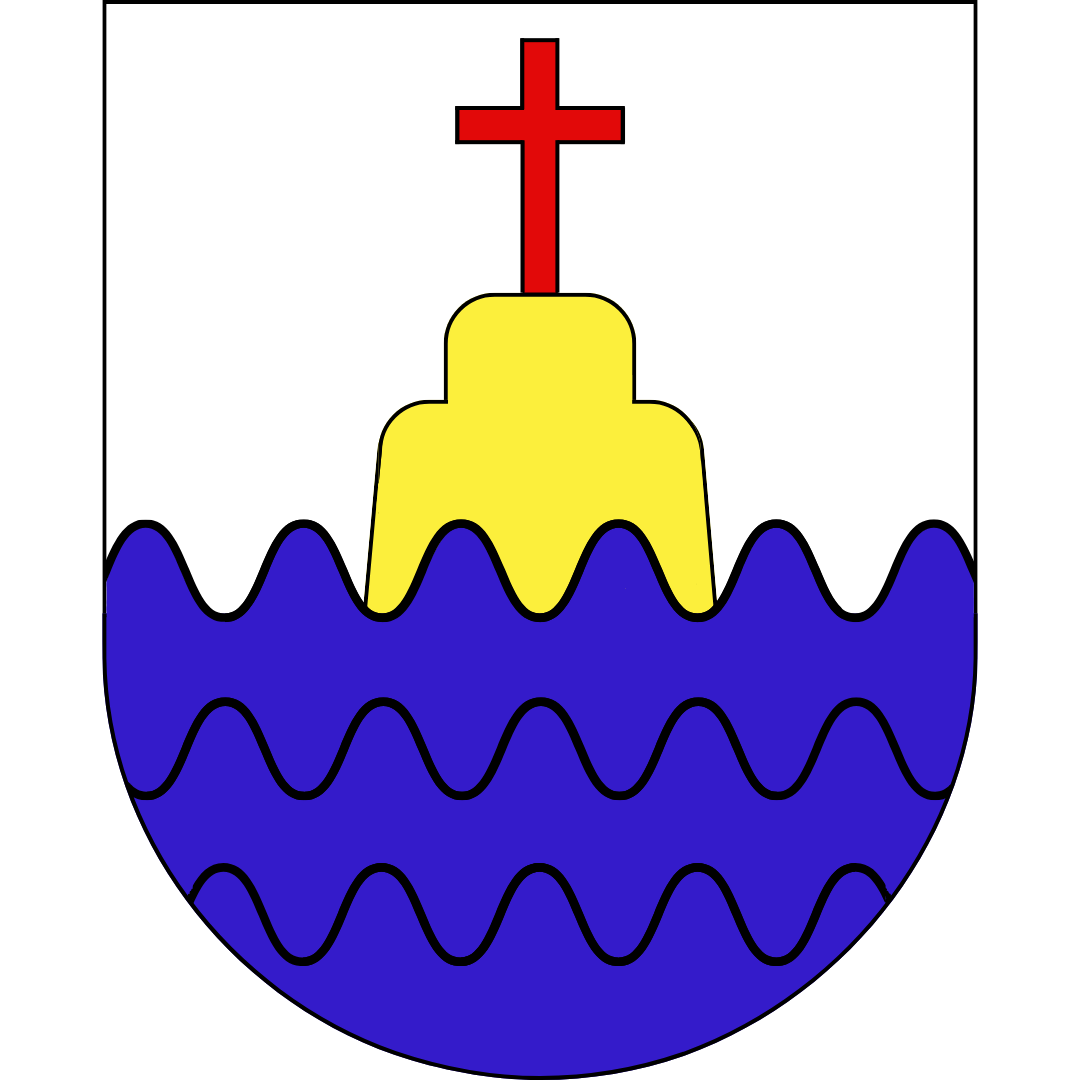
Blason du Comte de Monte-Cristo : d'argent à une montagne d'or sur une mer d'azur, sommée d'une croix de gueules.

- Blason du Comte de Monte-Cristo : d'argent à une montagne d'or sur une mer d'azur, sommée d'une croix de gueules.Edmond Dantès, second pressenti pour devenir le capitaine du navire le Pharaon, alias le Comte de Monte-Cristo, lord Wilmore, abbé Giacomo Busoni, Zaccone, ou encore Simbad le Marin. Dantès est dénoncé par ses « amis » Fernand et Danglars comme espion bonapartiste. Il est envoyé au château d'If, prison située au large de Marseille (il y sera même maintenu par Villefort durant les Cent-Jours[1]). Pour reconstituer la vérité sur le crime qui lui a fait perdre quatorze années de sa vie, il prendra de nombreux déguisements et mènera ses plans de très longue main d'abord en Italie puis à Paris.
- Mercédès Herrera, d'abord fiancée à Edmond Dantès puis, convaincue de sa mort, elle épouse Fernand Mondego qui devient comte de Morcerf. De ce mariage naîtra Albert de Morcerf. Elle sera la seconde, après Morrel père, à reconnaître Dantès sous le masque du "Comte de Monte-Cristo". Mercédès est une pauvre fille de pêcheur dont l'élévation morale la rendait supérieure à sa condition. Ainsi, elle profite de sa nouvelle fortune pour s'éduquer et s'élever moralement afin d'être digne de son titre de comtesse et d'élever son fils. Quand elle apprendra le rôle de son mari dans l'emprisonnement de son ancien fiancé (et qui se cachait derrière le comte de Monte-Cristo), après que Dantès a laissé Albert en vie à la suite de sa promesse avec elle, Mercédès et son fils renieront et abandonneront Fernand Mondego.
- Fernand Mondego, pêcheur catalan, l'un des dénonciateurs d'Edmond. Il est devenu comte de Morcerf et pair de France. Il épouse Mercédès en la convainquant de la mort d'Edmond. Il aura bâti sa carrière militaire sur la trahison en trahissant d'abord l'armée napoléonienne au profit des Anglais, en combattant les Espagnols (sa nationalité d'origine) et en livrant Ali Pacha de Janina pour de l'argent. Lorsque son passé remontera à la surface en lui faisant perdre sa réputation à la suite de l'article ("On nous écrit de Janina") et du témoignage de Haydée, et que sa femme et son fils, apprenant ses actions traitresses envers Dantès, l'abandonneront alors qu'il venait de reconnaître son ancien « ami », il se suicidera, déshonoré.
- Danglars, comptable sur le navire le Pharaon, puis commis aux écritures. C'est un arriviste et opportuniste. Il dénonce Dantès car il est jaloux de son succès et de sa future nomination au poste de capitaine, poste qu'il brigue aussi. En outre, il a eu une altercation avec Dantès qui a conduit ce dernier à le provoquer en duel et Dantès a découvert dans ses comptes des irrégularités. Il épouse la fille de son patron, un banquier espagnol puis à sa mort, il épouse la veuve de monsieur de Nargonne, qui a déshonoré son mari (en le trompant avec Villefort), ce qui d'après Danglars a fortement contribué à la mort de l'époux[Note 1]. Il est devenu un banquier richissime grâce à la campagne d'Espagne et à ses conséquences qu'il a largement exploitées au profit de ses divers trafics et spéculations. Mari plus que complaisant, il est en outre admirablement renseigné sur la politique intérieure et extérieure du gouvernement par l'amant de sa femme, Lucien Debray, secrétaire particulier du ministre de l'Intérieur. Libéré par le comte de Monte-Cristo, ses cheveux deviendront blancs à la suite d'un gros coup de stress.
- Gérard de Villefort, substitut du procureur à Marseille, nommé très rapidement procureur du Roi à Paris grâce aux faveurs dont jouissent ses beaux-parents, le marquis et la marquise de Saint-Méran, auprès du roi et grâce au rôle qu'il a joué dans les Cent-jours en informant le Roi avant tout le monde du débarquement de Napoléon (il apprend ce fait grâce à la lettre du Maréchal Bertrand pour Noirtier qui a été saisie sur Edmond). Il jette Edmond en prison en sachant que celui-ci est innocent pour protéger son père et sa propre carrière. En effet, son père, Noirtier, est un ancien conventionnel et un bonapartiste enragé réduit à la demi-solde. C'est à lui qu'est destinée la lettre remise au défunt commandant du Pharaon par le Grand maréchal Bertrand à l'île d'Elbe, élément matériel de la dénonciation. Il se montre aussi injuste envers Bertuccio en refusant de pourchasser les assassins de son frère car son frère était un soldat bonapartiste. Enfin, il enterre vivant son fils nouveau-né qu'il croit mort et qui est sauvé par Bertuccio venu tuer Villefort pour sa vendetta. Il deviendra complètement fou lorsqu'il retrouvera sa femme, accusée d'empoisonnement dans sa propre maison, et son fils Édouard mort.
- Maximilien Morrel, officier de spahis, protégé du comte de Monte-Cristo, le cadet des enfants de Morrel père. Il décide de se suicider avec son père lorsque celui-ci veut se donner la mort pour éviter la ruine mais son père le convainc de ne pas mourir à lui pour soutenir sa sœur. Il sauve Raoul de Chateau-Renaud, un 5 septembre, anniversaire du miracle qui sauve son père, lors de la retraite du Siège de Constantine (1837). Morrel vit chez sa soeur Julie, femme d'Emmanuel Herbault. Il est fou amoureux de Valentine de Villefort et ils s'aiment en secret. Lorsque Valentine meurt, il décide de se suicider mais le Comte le convainc d'attendre un mois pour tester son amour et augmenter son bonheur futur en comparaison de sa misère et de son malheur. Le Comte lui lègue ses possessions de France lorsqu'il quitte la France avec Haydée.
- L'abbé Faria, prisonnier au château d'If depuis de nombreuses années lorsque Dantès y arrive. Il transmet à Edmond une large part de son immense savoir, l'éveille au raisonnement logique et à la science, et lui révèle l'emplacement d'un immense trésor caché depuis très longtemps sur l'île de Monte-Cristo, celui des Spada. C'est lui qui instille en Edmond le sentiment de la vengeance en ayant deviné la machination qui l'a frappé grâce à sa connaissance des hommes. Sa mort permettra l'évasion audacieuse d'Edmond.
- Albert de Morcerf, fils de Mercédès et de Fernand. Il devient l'ami de Monte-Cristo à la suite d'une aventure certainement instrumentée par le comte à Rome. C'est un jeune homme impulsif et courageux qui parvient à forcer l'admiration du Comte malgré la haine que ce dernier éprouve pour son père et sa volonté de se venger sur ce fils tant aimé par son père. Il finira cependant par ne plus avoir aucun respect pour ce dernier quand, de la bouche de sa mère, il apprendra ses actions passées et sa trahison vis-à-vis de Dantès.
- Gaspard Caderousse, voisin de Dantès, ancien tailleur ruiné après l'arrestation d'Edmond, devenu propriétaire de l'Auberge du Pont-du-Gard. Il témoigne auprès de « l'abbé Busoni » : ce sont Danglars et Fernand qui, en sa présence, ont provoqué la chute d'Edmond, et donc la mort de son père, en écrivant et adressant la lettre de dénonciation. Il confesse deux erreurs : en état d'ivresse, avoir d'abord cru naïvement à une plaisanterie, puis, le lendemain, avoir égoïstement et en toute connaissance de cause laissé se dérouler l'arrestation par crainte de « la politique telle qu'elle se faisait à l'époque ». Il s'est marié depuis avec Madeleine Radelle dite la Carconte. L'abbé Busoni lui offrira, pour prix de ses confidences, un diamant supposé légué par Dantès mourant et qui, loin de faire sa fortune, l'enfoncera d'un degré de plus dans sa déchéance et dans le crime.
- Haydée, officiellement l'esclave du comte de Monte-Cristo. Elle est la fille d'Ali Tebelin, pacha de Janina, et a été vendue aux Turcs par Fernand à la suite de sa trahison. Monte-Cristo l'a sauvée en la rachetant au marchand El Kobbir afin de perdre Morcerf.
- Bertuccio, corse, ancien contrebandier et homme d'honneur à sa manière, c'est le majordome et factotum du comte de Monte-Cristo. Il est le père adoptif de Benedetto, qu'il a sauvé alors qu'il était nouveau-né et que son père adultérin, Gérard de Villefort, avait enterré vivant. Bertuccio avait déclaré jadis la vendetta au procureur car celui-ci avait refusé d'examiner la mort de son frère. Le jour de cet enterrement, il blesse grièvement Villefort d'un coup de couteau, pensant le tuer.
- Benedetto, entièrement fabriqué prince Andrea Cavalcanti par Monte-Cristo pour frapper à la fois Danglars et Villefort. Fils illégitime de Villefort et de madame de Nargonne, veuve devenue madame Danglars. Fils adoptif de Bertuccio, il tue Asunta, la belle-sœur de Bertuccio, en "jouant à la question" pour lui faire avouer où l'argent du foyer est caché et s'enfuit. Il est ensuite envoyé au bagne pour faux-monnayage.
- Noirtier de Villefort, père du très royaliste procureur Villefort, ancien conventionnel anobli par l'Empereur et ci-devant sénateur d'Empire. Le plus souvent nommé simplement Noirtier pour éviter la confusion avec son fils, il est le destinataire de la lettre compromettante remise à l'île d'Elbe par le Grand maréchal Bertrand à Edmond Dantès, commandant du Pharaon, et rapportée à Marseille par Edmond après la mort du capitaine durant le voyage de retour. Après la sortie de prison de Dantès, il concentre toute son affection sur sa petite-fille. Malgré son état de paralysé (il va être atteint du syndrome d'enfermement), il va se battre pour qu'elle épouse Maximilien Morrel (qu'elle aime) plutôt que Franz d'Épinay. Il est le président d'une société secrète bonapartiste qui vise au rétablissement de l'empereur et c'est en sortant de cette réunion qu'il tue le Général d'Epinay, père de Franz, qui avait été invité à la réunion car potentielle recrue mais qui avait refusé de trahir le roi et qui avait insulté Noirtier à plusieurs reprises déclenchant ainsi un duel. Sa paralysie fait qu'il a des difficultés à se faire comprendre et ceux qui parviennent à le comprendre sans difficulté sont Valentine, Barrois et son fils.
- Valentine de Villefort, fille de Gérard de Villefort, elle est l'une des seules à comprendre son grand-père, Noirtier de Villefort, qui ne parle plus du tout. Elle est destinée à épouser Franz d'Épinay, qu'elle n'aime pas au contraire de Maximilien Morrel mais qui n'est pas d'assez bonne condition pour sa famille.

Relations entre les personnages du roman Le Comte de Monte-Cristo

### Personnages secondaires
- Franz de Quesnel, Baron d'Epinay, ami d'Albert, c'est le premier à rencontrer le Comte qui l'accueille dans les grottes de Monte-Cristo sous le nom de Sinbad le Marin.
- Luigi Vampa, bandit romain dont le quartier général se trouve dans les catacombes de Saint-Sébastien ou sous les ruines des thermes de Caracalla. Très érudit, il lit les Commentaires de César et les Lettres à Lucilius de Sénèque dans le texte. Il commande une terrible bande et ne se reconnaît qu'un seul maître, Monte-Cristo, qui a sauvé l'un de ses amis de l'exécution à laquelle il était promis[2] et qui un jour que Vampa cherchait à le dépouiller, l'avait arrêté grâce à une force supérieure mais l'avait ensuite libéré contre sa fidélité. La biographie de Vampa est minutieusement détaillée à Franz d'Épinay et Albert de Morcerf par « Maître » Pastrini, leur hôtelier romain[3]. On y découvre le lien qui l'unit depuis longtemps à Monte-Cristo et la façon dont Luigi Vampa est devenu chef.
- Lucien Debray, secrétaire particulier du ministre de l'Intérieur. Il est l'amant de Madame Danglars, qu'il renseigne sur les affaires internationales, ce qui leur permet de boursicoter de concert avec l'argent du banquier dans une « roulette où l'on gagne toujours sans miser jamais ! », comme dit joliment Danglars à sa femme, lorsque la tendance s'inverse fâcheusement par la faute de Monte-Cristo et du télégraphe Chappe. Il garde donc leurs gains communs et lorsque Danglars entre en disgrâce, il remet sa part à la Baronne en lui conseillant de quitter Paris. Il a un temps réfléchi à épouser Eugénie Danglars pour sa fortune avant de se raviser.
- Beauchamp, jeune mais influent journaliste à l'Impartial, feuille d'opinion plutôt d'opposition à Louis-Philippe. C'est dans L'Impartial que sera publié le fameux article « On nous écrit de Janina », suscité par le comte et qui déclenchera le scandale d'Albert de Morcerf, le fils de Fernand. Provoqué par Albert, Beauchamp diligentera une enquête confirmant et aggravant lourdement les premiers soupçons. Par amitié pour le jeune vicomte, il accepterait bien d'étouffer l'affaire mais, passant à la vitesse supérieure, le comte, toujours incognito, a alerté l'ensemble de la presse parisienne. L'Impartial ne pourra plus reculer, provoquant ainsi le duel avorté entre Albert et le comte, puis le déshonneur et le suicide de Fernand.
- Le « major » Cavalcanti, fripouille envoyée à Monte-Cristo par l'abbé Busoni (c'est-à-dire par lui-même). Il n'est évidemment pas plus « major » que « Cavalcanti », mais accepterait aussi bien d'être l'ange Gabriel pour la moitié de ce que le comte lui donne. Busoni lui a remis des papiers confirmant non seulement cette noble identité, mais également celle de son fils odieusement enlevé enfant par d'affreux bandits et que le comte va lui permettre enfin de serrer sur son cœur[4]. Ce « fils » si opportunément retrouvé, c'est Benedetto, compagnon de chaîne de Caderousse au bagne de Toulon qui va devenir, par la grâce du comte et de façon très éphémère, ce prince Andréa Cavalcanti, lequel perdra successivement Caderousse en le tuant, Danglars en n'empêchant pas sa ruine (Danglars comptait sur la dot de son gendre pour se refaire), et Villefort, son père biologique qui l'avait enterré encore vivant à sa naissance, en le déshonorant lors de son procès.
- Barrois, serviteur personnel de Noirtier de Villefort, il est l'un des rares avec Valentine, petite-fille du vieillard, et monsieur de Villefort, à pouvoir le comprendre et à connaître tous les secrets du vieillard (c'est lui seul qui connaît l'emplacement du tiroir secret de son secrétaire où l'on trouve le procès verbal ayant mené à la mort du père de Franz). Il mourra à la place de son maître, empoisonné par madame de Villefort, qui ignore que celui-ci est « mithridatisé » par la brucine que lui administre son médecin, le docteur d'Avrigny.
- La marquise de Saint-Méran, première belle-mère de Villefort. Elle n'a les honneurs de la citation qu'au tout début du roman[5] lors du mariage de sa fille, lors du décès de son mari[6] et vers la fin, lors de sa mort, la deuxième d'une série après son mari. Elle sera, elle aussi, l'instrument de la Providence en s'obstinant à vouloir marier sa petite-fille Valentine au jeune baron Franz de Quesnel d'Épinay, fils d'un général royaliste tué en duel par Noirtier.
- Le docteur d'Avrigny, excellent médecin et diagnosticien remarquable. Il soigne Noirtier à la brucine et l'a donc en même temps, et sans le savoir, immunisé contre les poisons administrés par madame de Villefort. C'est lui qui décèlera le premier l'origine criminelle de la mort des Saint-Méran, puis de Barrois. Accusant tout d'abord la fille du magistrat, il répand un climat de terreur dans l'hôtel de Villefort. Lorsque Valentine est empoisonnée à son tour, il ouvrira les yeux du procureur dont la volonté de faire justice aboutira à la mort de son fils, au suicide de sa femme et à sa folie.
- Général Flavien de Quesnel, baron d'Épinay, général d'Empire fait baron par Louis XVIII et officier royaliste que quelques bonapartistes ont cru à tort des leurs. Ce personnage « secondaire », autre instrument de la Providence, est le seul qui n'apparaisse pas « physiquement » dans le roman. Et pour cause : il est mort le 5 février 1815[7], soit trois semaines avant l'arrivée du Pharaon dans le port de Marseille. Il fait l'objet de l'un des plus beaux chapitres[8] du roman dans lequel l'extraordinaire volonté de Noirtier va s'employer, malgré son terrible handicap, à faire échouer le mariage de sa petite-fille avec le fils du général en lui révélant que c'est lui-même qui a tué son père en duel à la sortie d'une réunion du club bonapartiste de la rue Saint-Jacques, où le général avait refusé de se rallier à l'Empereur, protestant hautement de sa fidélité au roi. Franz découvre ainsi que son père a été tué lors d'un duel loyal et non assassiné comme il le pensait.
- Ali, esclave muet de Dantès. Sur ordre de son maître, il sauve Mme de Villefort et son fils.
- Raoul de Château-Renaud, un ami de Morcerf. C'est lui qui introduit Maximilien Morrel, qui lui a sauvé la vie, dans la société parisienne.
- Cucumetto, premier chef de la bande des brigands avant Luigi Vampa, il est présenté comme un chef dépravé qui a un goût prononcé pour la luxure : Il kidnappe la fiancée d'un de ses compagnons, Carlini, et la viole quand celui-ci va demander la rançon à son père après avoir eu l'assurance qu'on ne la toucherait pas. Carlini tue alors sa fiancée que Cucumetto voulait donner en pâture à la bande, et Cucumetto tue ensuite son compagnon d'une balle dans le dos de peur qu'il ne se venge. Cucumetto est tué par Luigi Vampa alors qu'il tentait de kidnapper Teresa, sa fiancée, ce dernier prend alors sa place.
- Teresa, fiancée de Luigi Vampa, née bergère elle rêve d'habits de luxe et de richesse. Elle sert d'appât à Luigi Vampa pour kidnapper Albert de Morcerf à Rome.
- Pepino, jeune berger condamné à mort pour avoir caché la bande de Luigi Vampa, il est gracié grâce à l'intervention du Comte et il rejoint la bande de Luigi Vampa.
- Bepo, jeune brigand qui se déguise en femme pour enlever Albert qui le prenait pour Teresa, la belle bergère qu'il avait courtisée lors du carnaval.
- Marquis de Saint-Meran, beau-père de Villefort, c'est lui qui possède la maison d'Auteuil où la vendetta de Benedetto s'accomplira. Il meurt après avoir ingéré les pilules qu'on lui a envoyé de Paris et que Mme de Villefort a empoisonnées.
- Eugénie Danglars, Fille du Baron Danglars et sa femme la veuve de Nargonne, elle est très indépendante et rêve de devenir artiste. Elle n'aime pas les hommes et refuse tous les mariages qu'on arrange jusqu'à ce que son père la convainque de céder car sans la dot de son mari, Andrea Cavalcanti, sa banque fera faillite. À la fin du roman elle s'enfuit avec son amie Louise d'Armilly (avec qui l'auteur sous-entend qu'il y aurait une relation homosexuelle) pour devenir artiste en Italie. Elle est humiliée à l'Auberge de la Cloche et de la Bouteille car Andrea et les gendarmes qui l'arrêtent la surprennent au lit avec Louise d'Armilly conduisant à son humiliation publique lorsqu'elle quitte l'Auberge.
- Pierre Morrel, honnête et vertueux armateur sur un des navires duquel Dantès a servi comme second, il promet à Edmond de le nommer capitaine après avoir eu confirmation de son associé car « Che a compagne a padrone » (qui a un compagnon a un patron) ce qui accroît la jalousie de Danglars. Il tente de faire libérer Dantès pendant les cent jours en rendant visite à Villefort à de nombreuses reprises mais ce dernier bloque ces demandes. Il soutient le père d'Edmond jusqu'au bout et paye son enterrement et ses petites dettes à sa mort. À la sortie de prison de Dantès, il est au bord de la ruine à la suite de nombreux naufrages et reçoit un délai de trois mois de la maison Thomson & French de Londres qui a racheté toutes ses créances. Trois mois plus tard, Monte-Cristo sauvera l'armateur Morrel prêt à se suicider car il respectait la tradition jamais brisée d'honorer totalement ses dettes à leurs termes, ce qu'il n'était pas en état de faire. Edmond, sous l'apparence de lord Wilmore, lui rend la bourse qu'il avait donnée au vieux Dantès, et qu'il garnit d'un diamant (pour dot de sa fille Julie) et de traites acquittées en remise totale des dettes de l'armement Morrel auprès de la Maison Thomson & French de Londres, créancière de l'armateur, car c'était lui l'émissaire. En outre Dantès recrée une réplique du Pharaon, le dernier bateau de Morrel qui avait fait naufrage et le remplit des marchandises que ce dernier devait rapporter. Il meurt en prononçant le nom d'Edmond Dantès ayant comme une illumination de la tombe.

## Genèse du roman

### Contexte politique
Les liens d'Alexandre Dumas avec le bonapartisme étaient contradictoires. Son père, fils d'une esclave noire de Saint-Domingue, devenu général sous la Révolution avait été destitué de son grade par Bonaparte, à la suite de l'insurrection de l'île dont il était originaire. En 1848, Dumas soutient Cavaignac aux élections contre Louis-Napoléon Bonaparte et, en 1851, il est opposé au coup d'État.
Dans un petit écrit publié en 1857, État civil du Comte de Monte-Cristo, Dumas raconte que l'idée du roman lui est venue à un moment où il avait des contacts fréquents et intimes avec des membres de la famille Bonaparte. Il se trouvait en 1841 à Florence où résidait également le prince – et ex-roi de Westphalie – Jérôme Bonaparte, frère de Napoléon Bonaparte. Dumas était un visiteur quotidien dans la maison du prince et, lorsque le fils de Jérôme, Napoléon, revint d'Allemagne pour vivre dans la maison paternelle, son père demanda à Dumas d'accompagner le jeune homme en voyage en Italie, ce qui fut fait. Les deux voyageurs visitèrent ainsi l'île d'Elbe, partant de Livourne dans un petit bateau. Après Elbe, ils voulurent chasser et mirent le cap sur l'île de Monte-Cristo. Ils se contentèrent finalement d'en faire le tour, car l'aborder les aurait contraints à une quarantaine au retour, l'île étant en « contumace ». Le jeune prince aurait demandé à Dumas : « À quoi cela sert-il de faire le tour de cet îlot ? », et l'écrivain aurait répondu : « À donner, en mémoire de ce voyage que j'ai l'honneur d'accomplir avec vous, le titre de L'Île de Monte-Cristo à quelque roman que j'écrirai plus tard ».
Depuis une année les cendres de Napoléon Ier étaient en France. Le bonapartisme avait donc un centre qui allait devenir lieu de culte et pèlerinage. Un autre neveu de Napoléon Ier, Louis-Napoléon, était en prison pour avoir ourdi des tentatives de coups d'État en 1836, et en 1840. Il réussit à s'échapper en 1846 – sous déguisement – et s'exila en Angleterre, puis revint en France pour se joindre au mouvement républicain en 1848 et devenir le premier président de la République française. Bien qu'il n'eût aucune expérience politique, il fut élu avec une énorme majorité (mais contre l'avis de Dumas, qui était dans le camp de Cavaignac). Or, le triomphe du roman de Dumas se situe dans les années 1844 à 1848. Son statut de livre à succès mondial fut rapidement acquis et déjà en 1848 le roman était traduit et connu dans le monde entier. Il existe donc à la fois une similarité entre les destins d'Edmond Dantès et de Napoléon III (le prisonnier à vie qui s'évade et revient dans le monde comme un être puissant et impénétrable) et une simultanéité entre la création du roman et l'avènement du Second Empire. Dumas n'explique pas cette similarité et ne mentionne pas dans l'État-civil du Comte de Monte-Cristo qu'il a rendu visite au jeune Louis-Napoléon dans sa prison à Ham.
Le Comte de Monte-Cristo et le bonapartisme : chronologie
- Le général Dumas
  - 1793 : Thomas Alexandre Dumas (31 ans) devient général dans l'armée de la première République.
  - 1794 : Il désapprouve publiquement les massacres perpétrés dans l'ouest de la France durant la guerre de Vendée. La Convention abolit l'esclavage dans l'ensemble des colonies françaises.
  - 1795-97 : Il jouit d'une grande célébrité. Se bat sous les ordres de Napoléon qui le nomme gouverneur du Trévisan (19 mai 1797), puis gouverneur de Polésine (16 juin 1797).
  - 1798-99 : Il est commandant de la cavalerie de l'Armée d'Orient durant la campagne d'Égypte.
  - 1799-1801 : 21 mois en captivité par le royaume de Naples
  - 1802 : 24 juillet. Naissance de son fils, Alexandre Dumas « père ».
  - 1802 : 10 septembre. Épuration raciale de l'armée de l'Empire qui a rétabli l'esclavagisme, le général Dumas est mis à la retraite[11].
  - 1806 : Th. A. Dumas meurt accablé par l'injustice de l'Empire.
- Dumas père
  - 1814 : Première Restauration de la monarchie
  - 1815 : Les Cent-Jours puis Seconde Restauration
  - 1821 : Mort de Napoléon Ier en exil à Sainte-Hélène
  - 1830 : Monarchie de Juillet
  - 1832 : Le fils de Napoléon Ier meurt et la lignée directe de l'empereur s'éteint avec lui.
  - 1836 : A. Dumas est déjà un écrivain célèbre (poésies, contes et nouvelles).
  - 1836 : Premier putsch avorté de Louis-Napoléon, âgé de 28 ans.
  - 1838 : Pauline, l'un des premiers romans d’Alexandre Dumas parait.
  - 1840 : 10 juin. Une loi décide que les cendres de Napoléon Ier doivent être ramenées en France.
  - 1840 : 6 août. Deuxième tentative de Louis-Napoléon. Condamné à la prison à vie, il se fait connaître comme prétendant au trône impérial.
  - 1841 : Dumas vit à Florence et fréquente l'ex-roi Jérôme et son fils Napoléon.
  - 1841-42 : Dumas rédige des impressions de voyages. En juillet 1842, il voyage en compagnie de Napoléon-Jérôme Bonaparte à Livourne et dans l'archipel toscan, où les deux hommes visitent l'île de Montecristo.
  - 1843 : Dumas et Maquet imaginent la trame du roman.
  - 1843-1844 : Rédaction des parties I et II
  - 1845 : Rédaction de la partie III
  - 1846 : Le roman est déjà traduit et extrêmement populaire.
  - 1846 : 26 mai. Louis-Napoléon s'enfuit de la citadelle de Ham[12].
  - 1848 : Deuxième République. Louis-Napoléon est élu président de la République au suffrage universel masculin, Dumas ne vote pas pour lui mais pour son opposant Eugène Cavaignac.
  - 1851 : Dumas s'exile à Bruxelles avec Victor Hugo, pour protester contre le coup d'État du 2 décembre 1851.
  - 1857 : Publie État civil du Comte de Monte-Cristo.

### Histoire éditoriale de l'ouvrage
L'histoire éditoriale de cet ouvrage est assez complexe.

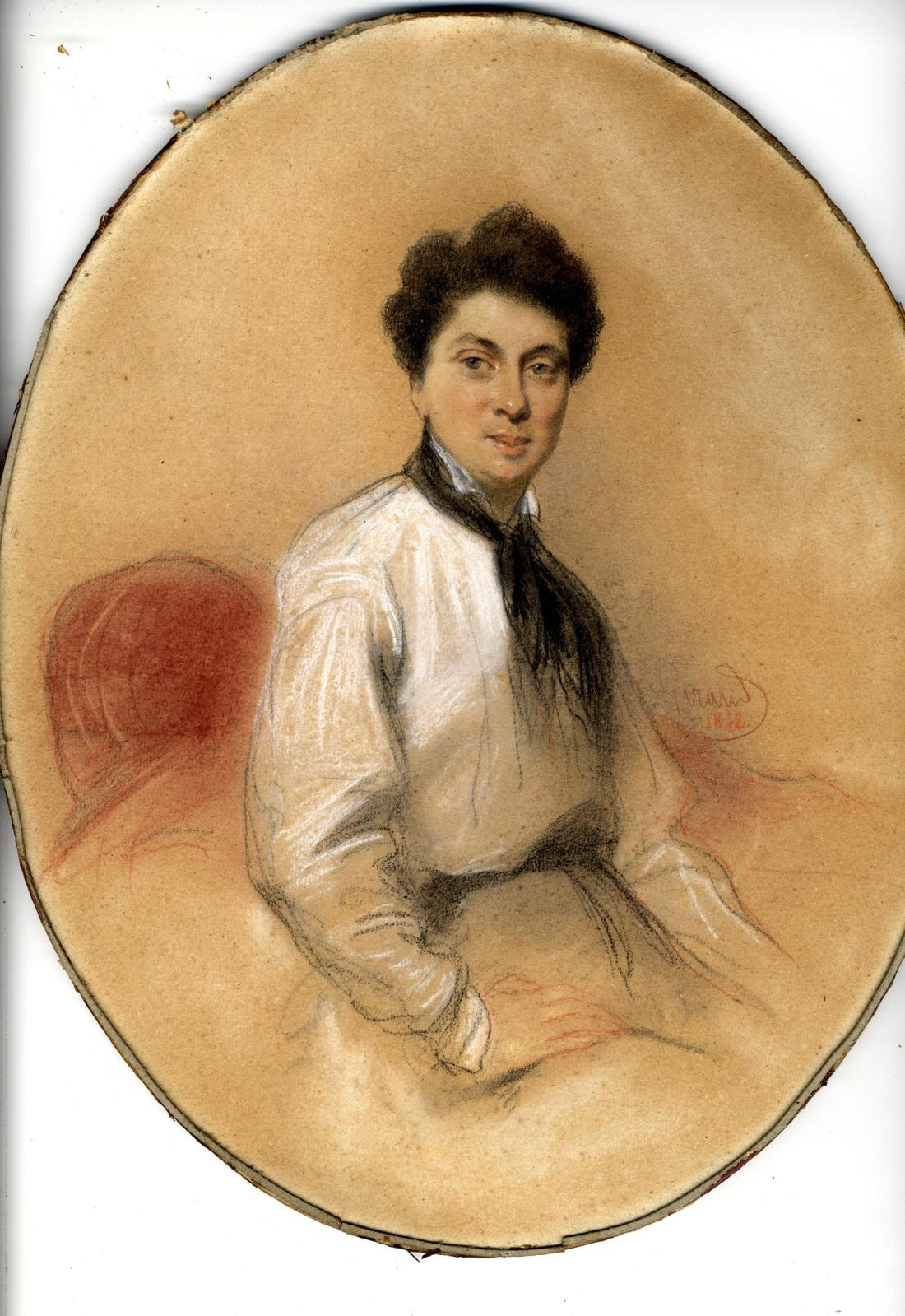
Portrait d'Alexandre Dumas peint par Pierre François Eugène Giraud en 1842.

Comme Dumas le rappelle lui-même dans ses Causeries, c'est durant les années d'exil à Florence en 1840-1842 qu'il trouve un décor et une sorte de prétexte à un récit de voyage… à travers Paris (cf. « Contexte politique » ci-dessus). Alors qu'il ne chôme pas, que des pièces de théâtre et des nouvelles sont écrites, en juin 1843, il est à Marseille pour travailler sur ses « mousquetaires », juste après un dernier séjour à Florence en avril. Vers la fin de 1843, Dumas signe un contrat d'impression avec l'imprimeur parisien « Béthune et Henri Plon - Imprimerie des Abeilles » (36 rue de Vaugirard, Paris) qui devait en principe se charger de la composition des « Impressions de voyage dans Paris », prévues en huit volumes. Et Dumas de préciser :

« Comme il m'était aussi égal de faire un roman que des impressions de voyage, je me mis à chercher une espèce d'intrigue pour le livre de MM. Béthune et Plon. J'avais depuis longtemps fait une corne, dans la Police dévoilée [1838] de [Jacques] Peuchet, à une anecdote d'une vingtaine de pages, intitulée : « le Diamant et la Vengeance ». Tel que cela était, c'était tout simplement idiot ; si l'on en doute, on peut le lire. Il n'en est pas moins vrai qu'au fond de cette huître il y avait une perle ; perle informe, perle brute, perle sans valeur aucune, et qui attendait son lapidaire. Je résolus d'appliquer aux Impressions de voyage dans Paris l'intrigue que je tirerais de cette anecdote. Je me mis, en conséquence, à ce travail de tête qui précède toujours chez moi le travail matériel et définitif. La première intrigue était celle-ci : Un seigneur très riche, habitant Rome et se nommant le comte de Monte- Cristo, rendrait un grand service à un jeune voyageur français, et, en échange de ce service, le prierait de lui servir de guide quand, à son tour, il visiterait Paris. Cette visite à Paris, ou plutôt dans Paris, aurait pour apparence la curiosité ; pour réalité, la vengeance. Dans ses courses à travers Paris, le comte de Monte-Cristo devait découvrir ses ennemis cachés, qui l'avaient condamné dans sa jeunesse à une captivité de dix ans. Sa fortune devait lui fournir ses moyens de vengeance. Je commençai l'ouvrage sur cette base, et j'en fis ainsi un volume et demi, à peu près. Dans ce volume et demi étaient comprises toutes les aventures à Rome d'Albert de Morcerf et de Frantz d'Epinay, jusqu'à l'arrivée du comte de Monte-Cristo à Paris. J'en étais là de mon travail, lorsque j'en parlai à Maquet, avec lequel j'avais déjà travaillé en collaboration. Je lui racontai ce qu'il y avait déjà de fait et ce qui restait à faire. »

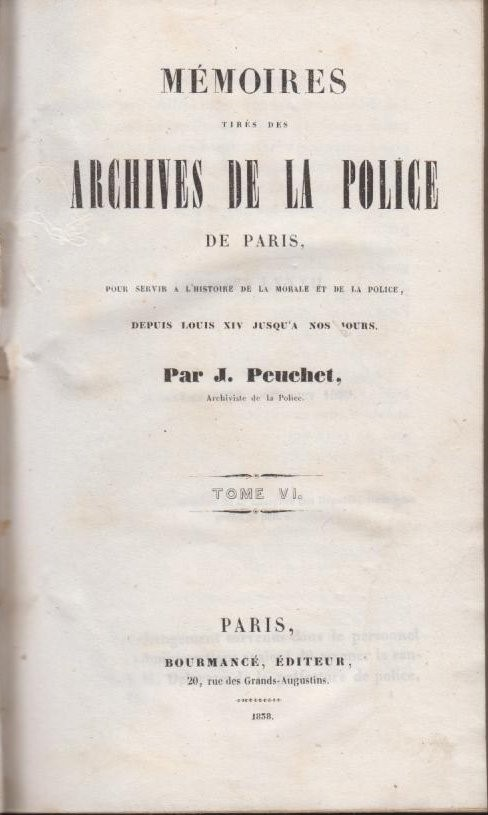
Mémoires tirés des Archives de la Police de Paris, 1838.

En réalité, l'histoire « Le Diamant et la Vengeance », vraisemblablement fictive, est incluse dans les Mémoires tirés des archives de la police attribués à Jacques Peuchet, archiviste de la Préfecture de police. L'ouvrage est publié posthumément en 1838, huit ans après la mort de son auteur présumé, par l'éditeur Alphonse Levasseur. Or ces mémoires sont partiellement apocryphes car largement « arrangés » par l'écrivain Étienne-Léon de Lamothe-Langon d'après les notes du défunt Peuchet,,,. Prolifique polygraphe, Lamothe-Langon applique une méthode industrielle éprouvée en tant que « teinturier » (réécriveur) de nombreux autres « souvenirs » pour répondre à une importante demande éditoriale de mémoires, véritable phénomène littéraire durant la première moitié du XIXe siècle.
Alors que Les Trois Mousquetaires paraissent en feuilletons entre le 14 mars et le 14 juillet 1844 dans le journal Le Siècle, un nouveau roman feuilleton de Dumas, Le Comte de Monte-Cristo, est annoncé cette fois dans le Journal des débats : les deux premières parties y sont publiées, respectivement du 28 août 1844 au 19 octobre 1844, puis du 31 octobre au 26 novembre 1844. À partir de la fin 1844 et au début de 1845, après la sortie de la première partie en feuilletons, les premiers volumes reliés qui formeront au total dix-huit tomes, vont se succéder en librairie, en deux vagues, d'abord quatorze volumes chez le libraire Baudry (partie I puis II), mais à partir du septième, c'est l'imprimeur A. Henry, rue Gît-le-Cœur, qui reprend la composition, et les quatre derniers volumes sortent chez le libraire-commissionnaire Pétion, rue du Jardinet, juste après la publication en feuilletons de la partie III publiée du 20 juin 1845 au 15 janvier 1846 : un tirage de cette édition appelée la « Baudry-Pétion en 18 volumes », devenue rarissime en bel état, a été vendu 253 000 euros en 2010.
Au cours de cette même année 1846 sort la première édition illustrée, d'abord sous la forme de fascicules vendus 40 centimes pièce, puis réunis sous la forme de neuf volumes in-octavo, chez l'éditeur « Au bureau de l'Écho des feuilletons », périodique dirigé par L.-P. Dufour et Jean-Baptiste Fellens, accompagnée de gravures sur bois signées Paul Gavarni et Tony Johannot, lancée à grand renfort d'affichettes publicitaires (cf. ci-dessus) ; elle est vue comme peu pratique et est donc suivie, chez le même éditeur, par une édition ramassée en deux volumes.
Fin 1846 (et non en 1850), commence à sortir l'édition en six volumes, non illustré, en un format certes plus grand mais moins cher que la Baudry-Pétion, chez l'éditeur Michel Lévy, qui conserve son monopole bien après la mort de Dumas (via Calmann-Lévy).
Le succès peut se mesurer d'une part à la vitesse avec laquelle toutes ces éditions s'enchaînent et d'autre part, à la quantité de parodies plus ou moins subtiles qui fleurissent sur la scène parisienne à partir de la fin 1846 et qui brocardent les lecteurs obnubilés par ce récit.
Les premières traductions en langues étrangères commencent dès 1844 à Londres en version abrégée, traduite et adaptée par M. Valentin ; cette version connaît un certain succès en Amérique, à Boston, puis à New York, éditée chez Burgess & Stringer Company (2 volumes) ; ou en Allemagne, à Munich, chez Taschenbuch, traduite par Thomas Zirnbauer, etc., et contribuent également au succès et au renom de Dumas dans le monde.
En 1853 paraît une suite faussement attribuée à Dumas (en réalité sans nom d'auteur), et ce pour des raisons commerciales, au Portugal, intitulée La Main du défunt (A Mão do finado par Alfredo Hogan), bientôt traduite dans le monde entier y compris en France, début d'une longue série d'étonnantes variations littéraires, le roman laissant ouvertes de nombreuses perspectives puisque le héros ne meurt pas à la fin. Dumas réagit très mal en découvrant l'édition portugaise, puis française, et en 1864, il déclare au périodique Le Grand Journal : « Comme cette suite est exécrable, j'ai par le monde une foule d'amis qui soutiennent, tout bas, bien entendu, que cette suite est de moi. À l'époque où l'ouvrage a paru, j'ai protesté dans tous les journaux, ou à peu près ; mais je ne vous apprendrai rien de nouveau en vous disant que les amis lisent toujours les accusations, jamais les protestations », affirmant par ailleurs qu'il n'écrira jamais de suite à ce roman.

## Adaptations et inspirations fictionnelles

### Au théâtre par Dumas
Toujours avec Maquet, Alexandre Dumas a tiré de son roman trois drames formant quatre parties, il s'agit d'une adaptation comportant des variations :
- Monte-Cristo (en deux soirées) au Théâtre-Historique, les 2 et 3 février 1848.
- Le Comte de Morcerf à l'Ambigu-Comique, le 1er avril 1851.
- Villefort à l'Ambigu-Comique, le 8 mai 1851.

Cette transposition dramatique est reprise à Londres en octobre 1868 avec succès puis à Boston et New York en 1869.

### À la radio
- Adaptation en feuilleton sur France Culture du 13 octobre au 3 décembre 1980, rediffusé pendant l'été 2018 (du 2 juillet au 22 août). Avec Pierre Santini dans le rôle de Monte-Cristo.
- Adaptation Serge Martel et Pierre Dupriez - Réalisation Jean-Jacques Vierne[25].

### Au cinéma

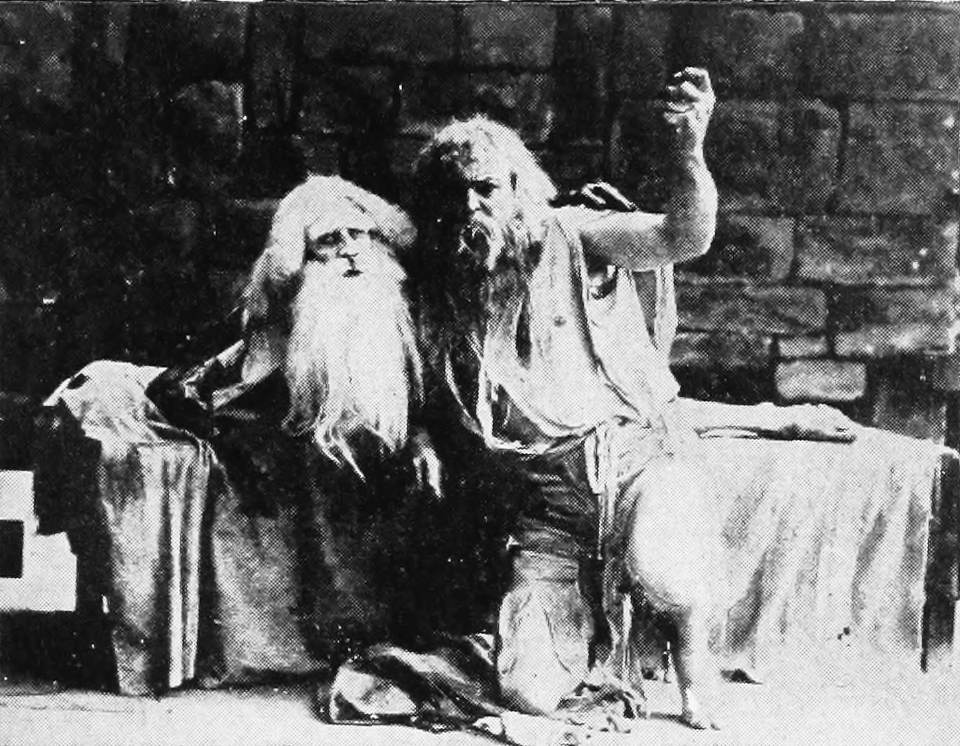
Photographie de plateau de The Count of Monte Cristo (1908) de Francis Boggs : c'est le premier film hollywoodien.

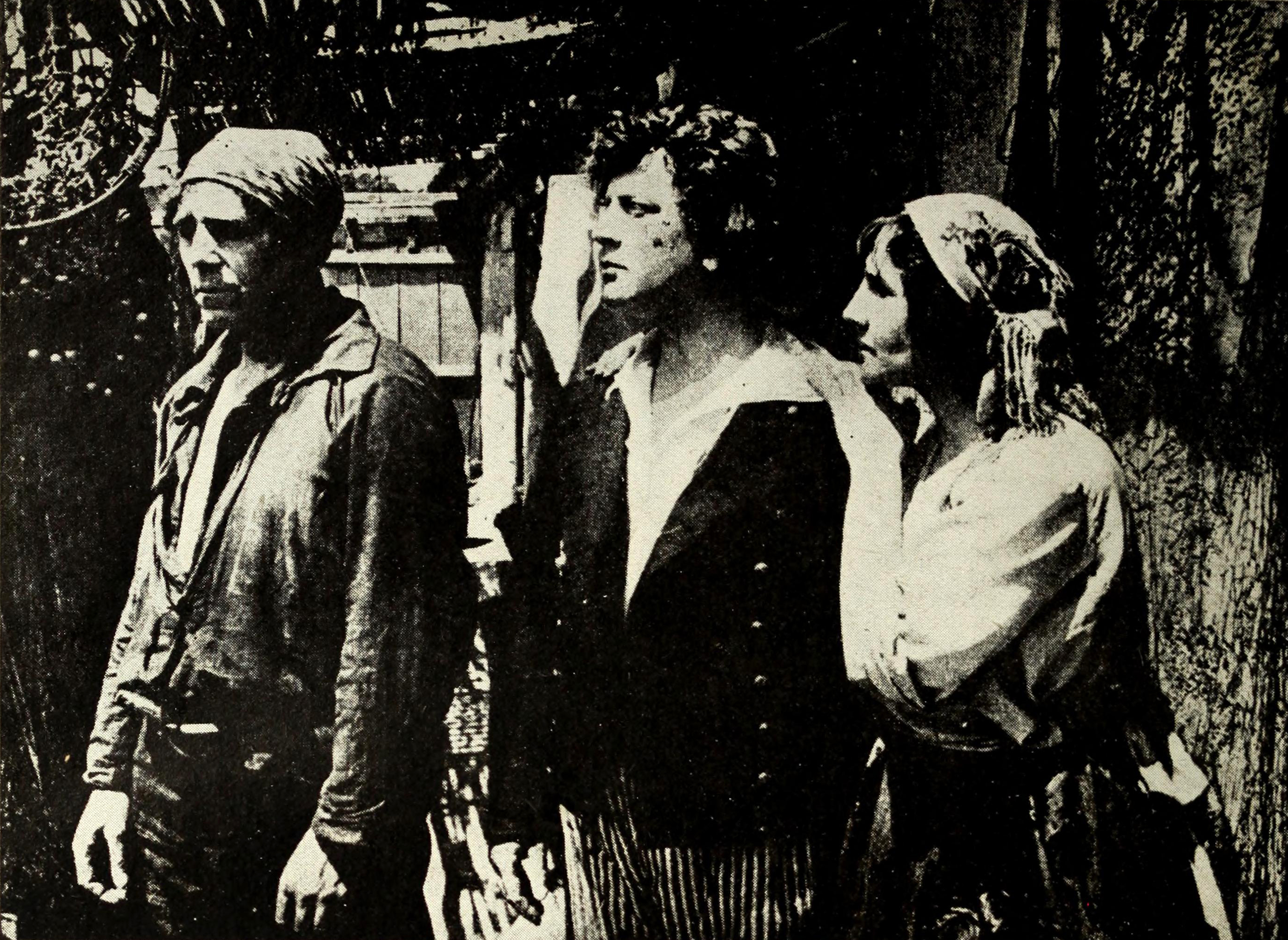
Le Comte de Monte-Cristo (1917) : au centre, Léon Mathot (Dantès) ; à droite, Nelly Cormon (Mercédès).

Les trois premières tentatives de transposition à l'écran remontent à 1908 et sont américaine, française et italienne. Il faut attendre 1915 pour qu'une transposition fidèle voie le jour, avec Henri Pouctal.
- 1908 : The Count of Monte Cristo ( États-Unis), réalisé par Francis Boggs avec Hobart Bosworth dans le rôle principal
- 1908 : Il conte di Montecristo (it) ( Italie), réalisé par Luigi Maggi et Arturo Ambrosio pour Ambrosio Film, avec Umberto Mozzato dans le rôle principal
- 1910 : The Count of Monte Cristo - ( États-Unis) Challenger Prod
- 1911 : The Count of Monte-Cristo - ( États-Unis) Powers Prod.
- 1912 : The Count of Monte Cristo - ( États-Unis), réalisé par Colin Campbell pour Famous Players, avec Hobart Bosworth dans le rôle principal
- 1912 : Il conte di Montecristo ( Italie) réalisé par Giuseppe De Liguoro pour Milano Film
- 1913 : The Count of Monte Cristo ( États-Unis) réalisé par Edwin S. Porter et Joseph Golden pour Famous Players, avec James O'Neill dans le rôle principal
- 1913 : Le Comte de Monte-Cristo : ( France) réalisé par Michel Carré
- 1915-1917 : Le Comte de Monte-Cristo ( France) en six parties découpées en 15 épisodes, « roman-cinéma » réalisé par Henri Pouctal pour Le Film d'Art et sorti en 1918[Note 5] ; photo de Chaix, Guérin et Léonce-Henri Burel, avec Léon Mathot dans le rôle principal. Le film ressort en 1923 en version raccourcie de trois heures.
- 1915 : Die Totenhand des Grafen von Monte Cristo (Allemagne) réalisé par Hans Otto Löwenstein, avec Max Devrient, Martin Lübbert, Albert Kersten, Ferdinand Maierhofer
- 1921 : Der Graf von Monte Cristo ( Allemagne /  Autriche) produit par Astoria Film Wien et Bayerische Filmgesellschaft München
- 1922 : Monte Cristo ( États-Unis) réalisé par Emmett J. Flynn
- 1929 : Monte-Cristo (3 h 45 en deux parties) ( France), réalisé par Henri Fescourt pour Films Louis Nalpas, photo de Ringel, Barreyre, Kottula et Hennebain avec Jean Angelo dans le rôle principal
- 1934 : Le Comte de Monte-Cristo ( États-Unis), réalisé par Rowland V. Lee, avec Robert Donat dans le rôle principal
- 1942 : Le Comte de Monte-Cristo (El conde de Montecristo,  Mexique), réalisé par Roberto Gavaldón et Chano Urueta, avec Arturo de Córdova dans le rôle principal
- 1943 : Le Comte de Monte-Cristo ( France) réalisé par Robert Vernay, avec Pierre Richard-Willm dans le rôle principal
- 1948 : Le Secret de Monte-Cristo ( France), réalisé par Albert Valentin, avec Pierre Brasseur, Marcelle Derrien, Madeleine Lebeau[Note 6]
- 1953 : El conde de Monte Cristo (es) ( Argentine /  Mexique), réalisé par León Klimovsky, avec Jorge Mistral dans le rôle principal
- 1954 : Le Comte de Monte-Cristo ( France /  Italie) réalisé par Robert Vernay, avec Jean Marais dans le rôle principal.
- 1961 : Le Comte de Monte-Cristo ( France), réalisé par Claude Autant-Lara, avec Louis Jourdan dans le rôle principal
- 1968 : Sous le signe de Monte-Cristo ( France) réalisé par André Hunebelle, avec Paul Barge dans le rôle principal
- 2002 : La Vengeance de Monte-Cristo ( États-Unis) réalisé par Kevin Reynolds, avec Jim Caviezel dans le rôle principal
- 2024 : Le Comte de Monte-Cristo ( France), écrit et réalisé par Matthieu Delaporte et Alexandre de La Patellière, avec Pierre Niney dans le rôle principal. C'est le plus gros succès au cinéma français pour un film inspiré du roman avec plus de 9,4 millions de spectateurs[27].

### À la télévision
- 1956 : The Count of Monte Cristo (en) ( Royaume-Uni) d'ITC Entertainment avec George Dolenz
- 1966 : Il conte di Montecristo (it) ( Italie), téléfilm réalisé par Edmo Fenoglio avec Andrea Giordana, Giuliana Lojodice, Alberto Terrani, Achille Millo, Enzo Tarascio, Quinto Parmeggiani
- 1969 : El conde de Montecristo ( Espagne), série télévisée (17 × 25 min), RTVE. réalisée par Pedro Amalio López, avec Pepe Martín, Emma Cohen, José María Escuer, Pablo Sanz
- 1971 : Le Comte de Monte-Cristo (dans Les Cent Livres) ( France) réalisé par Claude Santelli et Michel Favart pour l'ORTF, avec Philippe Bouclet, Henri Virlogeux, Jean Martin, Marianne Revillon
- 1975 : Le Comte de Monte-Cristo ( Royaume-Uni), téléfilm réalisé par David Greene avec Richard Chamberlain
- 1979 : Le Comte de Monte-Cristo ( France), mini-série (6 × 60 min) ou (4 × 90 min) réalisé par Denys de La Patellière avec Jacques Weber
- 1988 : Le Prisonnier du château d'If (Uznik zamka If) ( Union soviétique /  France), mini-série en trois parties réalisée par Gueorgui Jungwald-Khilkevitch avec Viktor Avilov (adulte) et Evgueni Dvorjetski (jeune)
- 1998 : Le Comte de Monte-Cristo ( France), mini-série (4 × 100 min) de Josée Dayan avec Gérard Depardieu
- 2006 : Montecristo (es) ( Argentine), telenovela.
- 2011 : Revenge ( États-Unis) série télévisée produite par ABC s'inspirant du thème
- 2011 : Un amore e una vendetta (en) ( Italie), sérié télévisée inspirée du thème
- 2016 : Once Upon a Time ( États-Unis), série télévisée produite par ABC, où le personnage du Comte de Monte-Cristo apparaît dans l'épisode 2 de la saison 6.
- 2024 : Le Comte de Monte-Cristo (The Count of Monte-Cristo) ( France /  Italie), mini-série (8 x 52 min) réalisée par Bille August avec Sam Claflin

### En animation
- 2004 : Gankutsuou (le Roi de la Caverne), série d'animation japonaise en 24 épisodes réalisée par Mahiro Maeda
- 2007 : Les Simpson saison 18, épisode 11 : La vengeance est un plat qui se mange trois fois, 2e volet : « Le Comte de Monte Costo » (parodie).

### En jeux vidéo
- 2015 : The Witcher 3 : l'une des dernières quêtes principales propose au héros, Geralt, de s'entretenir avec l'Abbé Faria, fraîchement évadé d'une prison pourtant réputée des plus sûres.
- 2017 : Fate/Grand Order : le jeu fait intervenir Edmond Dantès en tant que personnage jouable, de classe Avenger.

### En poésie
- 2015 : La Ballade Lunaire de Jack Samat, recueil de poèmes dont l'un des textes, intitulé Le comte de Monte Cristo, est dédié au personnage d'Edmond Dantès.

### En comédie musicale
- 2006 : Le Comte de Monte-Cristo, d'Emmanuel Incandela et Arnaud Thouvenel[28]
- 2007 : Il Conte di Montecristo : The Musical de Francesco Marchetti, mise en scène Jocelyn Hattab[29] (Italie)
- 2008 : L'Affaire Edmond Dantès, composée par Christophe Loiseleur des Longchamps, pour solistes, chœur d'enfants et orchestre symphonique, créée à Brive (Espace Ceyrac) par la Maîtrise Notre-Dame de Brive ; reprise en 2010 à Brive (Espace des Trois Provinces) : L'Oiseleur des Longchamps, (Edmond Dantès, rôle-titre, baryton & mise en scène), Magali Paliès (Mercédès, mezzo), Estelle Andréa (Haydée, soprano), Simon Lehuraux (Comte de Morcerf).
- 2009 : The Count of Monte Cristo de Frank Wildhorn et Jack Murphy.
- 2013 : Le Comte de Monte Cristo, de David Tainturier.
- 2020 : Le Comte de Monte Cristo, le prix de la vengeance. Écrit et mis en scène par Olivier Martin. Musiques de Michel Pradel. Production Le Chatbaret. Création au théâtre Le Milandy à Luçon.

### En musique
- 1985 : Monte Cristo d'Indochine
- 2006 : Christ 0 (en) de Vanden Plas, concept-album.
- 2010 : Monte Cristo de Magic Kingdom (en) tiré de l'album "Symphony Of War"

### À l'opéra
- 1849 : Haydée, opéra portugais de Felicita Casella (également écrit Haidée, livret de Luiz Felipe Leite d'après Le Comte de Monte Cristo d'Alexandre Dumas)

### En bande dessinée

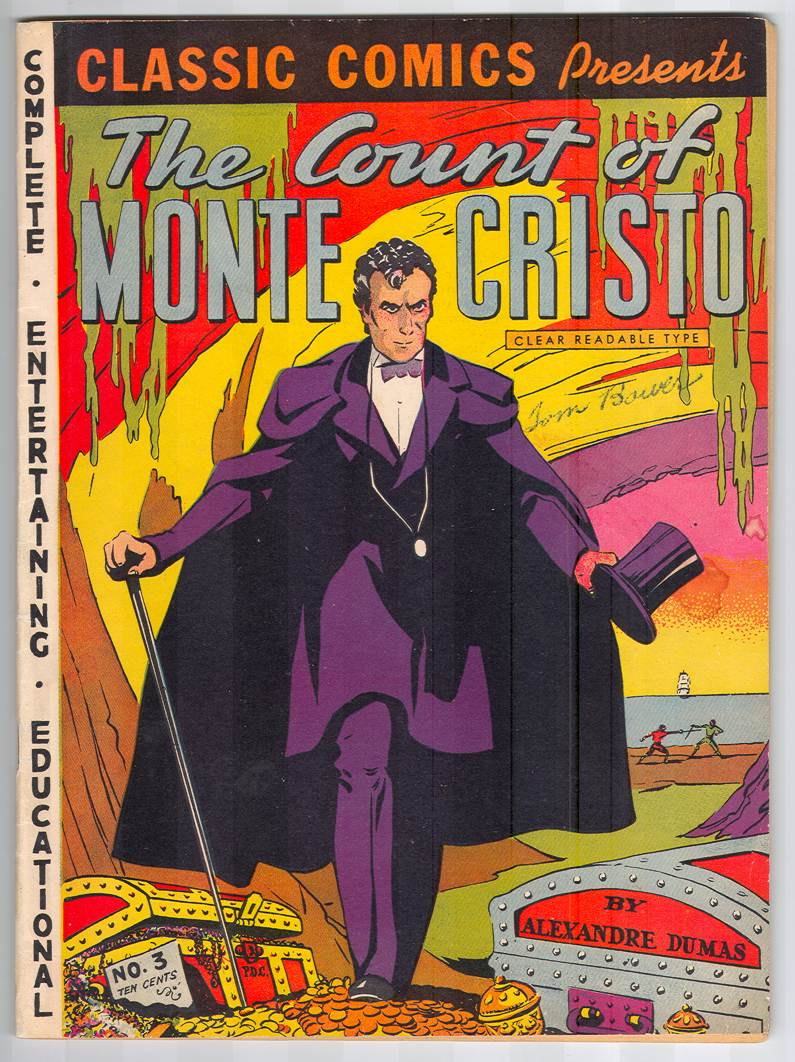
Adaptation publiée dans Classic Comics no 3, 1942 — couverture de Ray Ramsey (1877-1952).

- The Count of Monte Cristo, adaptation publiée dans Classic Comics, no 3, 1942
- Mickey à travers les siècles T6 : Mickey et le vrai comte de Monte-Cristo (Hachette, 1971)
- Yves Sente et Grzegorz Rosinski, La vengeance du comte de Skarbeck (Dargaud), deux chapitres
  1. Deux mains d'or, 2004.
  2. Un cœur de bronze, 2005
- Dantès, de Pierre Boisserie, Philippe Guillaume et Erik Juszezak (Dargaud)
  1. La Chute d'un trader (2007)
  2. Six années en enfer (2008)
  3. Le Visage de la vengeance (2009)
  4. Pour solde de tout compte (2010)
  5. Le Complot politique (2011)
  6. L'affrontement final (2012)
- Ena Moriyama, Le Comte de Monte-Cristo (manga) (2017)[30]
- Monte-Cristo, de Jordan Mechner (Auteur) et Mario Alberti (Dessinateur), en 3 tomes[31]
  1. Le prisonnier (2022)[32]
  2. L'île (2023)[33]
  3. La Tempête (2024)[34]
- Le Comte de Monte-Cristo, de Jared Reinmuth (scénariste) et Amazing Ameziane (Dessinateur) (Éditions du Rocher, 168p., 2024)

### Suites et variations romanesques

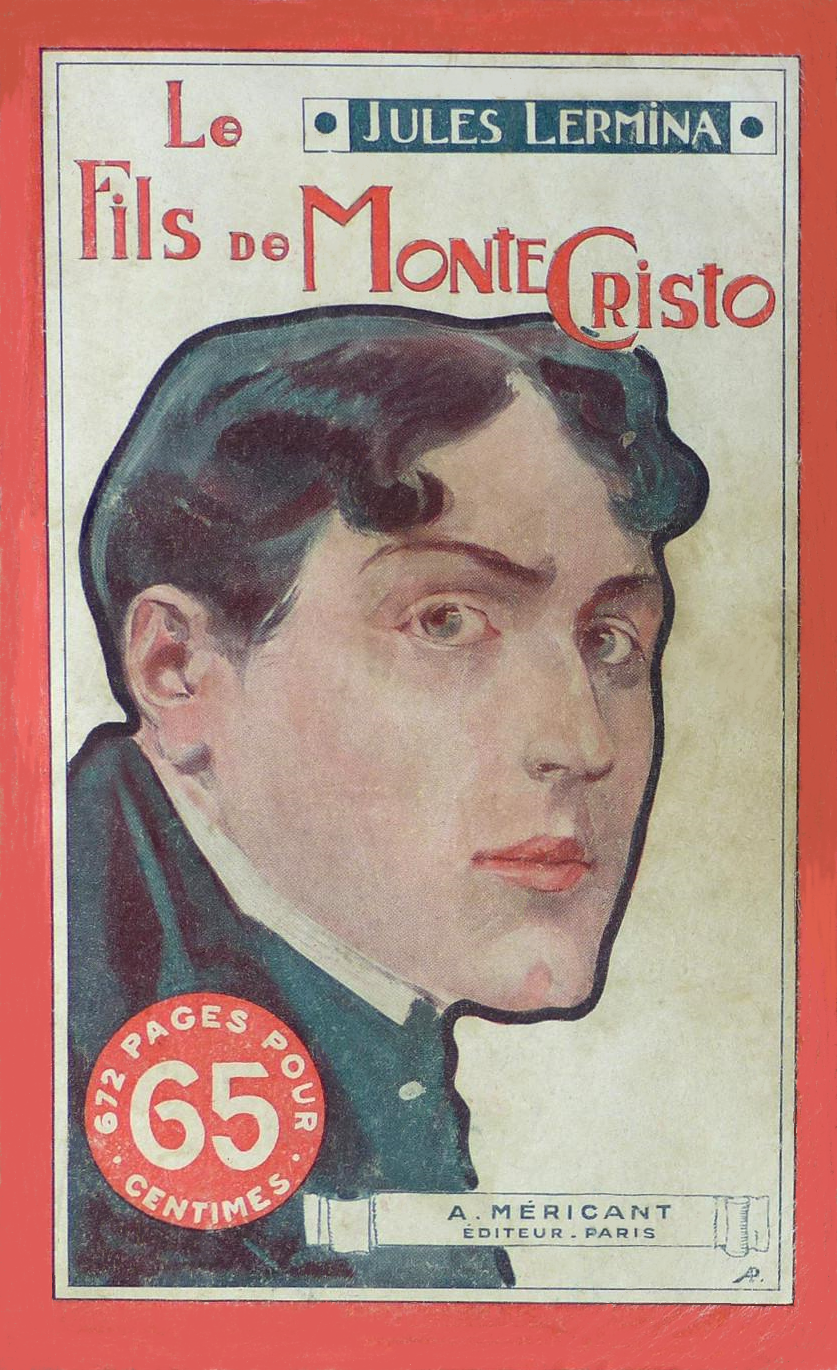
Jules Lermina, Le Fils de Monte-Cristo, Paris, Albert Méricant, 1909.

Considéré comme un mythe littéraire, il en existe à ce jour plus d'une centaine de suites et variations romanesques parues sous la forme d'ouvrages, soit pastichant le style de Dumas, soit le parodiant. La première date de décembre 1846, L'Île de Monte-Cristo, pochade théâtrale écrite par Auguste Jouhaud pour la scène du Baumarchais (Paris) et qui s'ouvre sur un homme obsédé par la lecture du roman. Parmi tous ces ouvrages, citons celles-ci :
- Jules Lermina
  - Le Fils de Monte-Cristo, Paris, L. Boulanger, 1881 ; nombreuses rééditions[36] — lire sur Gallica.
  - [anonyme][37], Le Trésor de Monte-Cristo, Paris, Charaire et fils, 1885.
- Ida Finzi (sous le pseudonyme  F. Dehayé), La signorina di Montecristo (féminisation du roman de Dumas)[38],[39]
- Italo Calvino, Le Comte de Monte-Cristo, 1967 (réécriture du roman de Dumas sous forme de nouvelle), concluant le recueil Temps zéro[40].
- François Taillandier, Mémoires de Monte-Cristo, Paris, 1994.
- René Reouven, Souvenez-vous de Monte-Cristo, Paris, 1996 (l'histoire originale et le roman de Dumas servent de trame).
- Old Boy, un manga en 8 volumes de Garon Tsuchiya et Nobuaki Minegishi, est une adaptation spirituelle du Comte de Monte-Cristo (1996-1998), qui a eu droit à une adaptation au cinéma réalisé par Park Chan-wook en 2003.
- Le roman Le roi mystère, de Gaston Leroux, est présenté explicitement par Leroux comme une réécriture du Comte de Monte-Cristo.

### Thème similaire
Plusieurs romanciers ont, après Dumas, repris le thème du prisonnier qui s'évade pour se venger de l'accusation crapuleuse portée contre lui.
- Paul Féval, Les Habits Noirs, série criminelle en sept volumes ; t. 1 au titre homonyme, 1863.
- Lewis Wallace, Ben-Hur, 1880.
- Karl May, Der verlorne Sohn oder Der Fürst des Elends (Le fils perdu ou Le prince de la misère), 1884-1886.
- Jules Verne, Mathias Sandorf, 1885[Note 7].
- Michel Zévaco, Le Pont des Soupirs et Les Amants de Venise, parus en feuilleton en 1901.
- Stephen Fry, The Star's Tennis Balls (L'Île du Dr Mallo), Londres, 2000.
- Eoin Colfer, Airman, 2008[41]
- Le héros de la bande dessinée Arrow et de la série télévisée s'inspire de l'histoire du comte de Monte-Cristo.
- Jeffrey Archer, Seul contre tous, 2008.

## Hommages et tourisme culturel

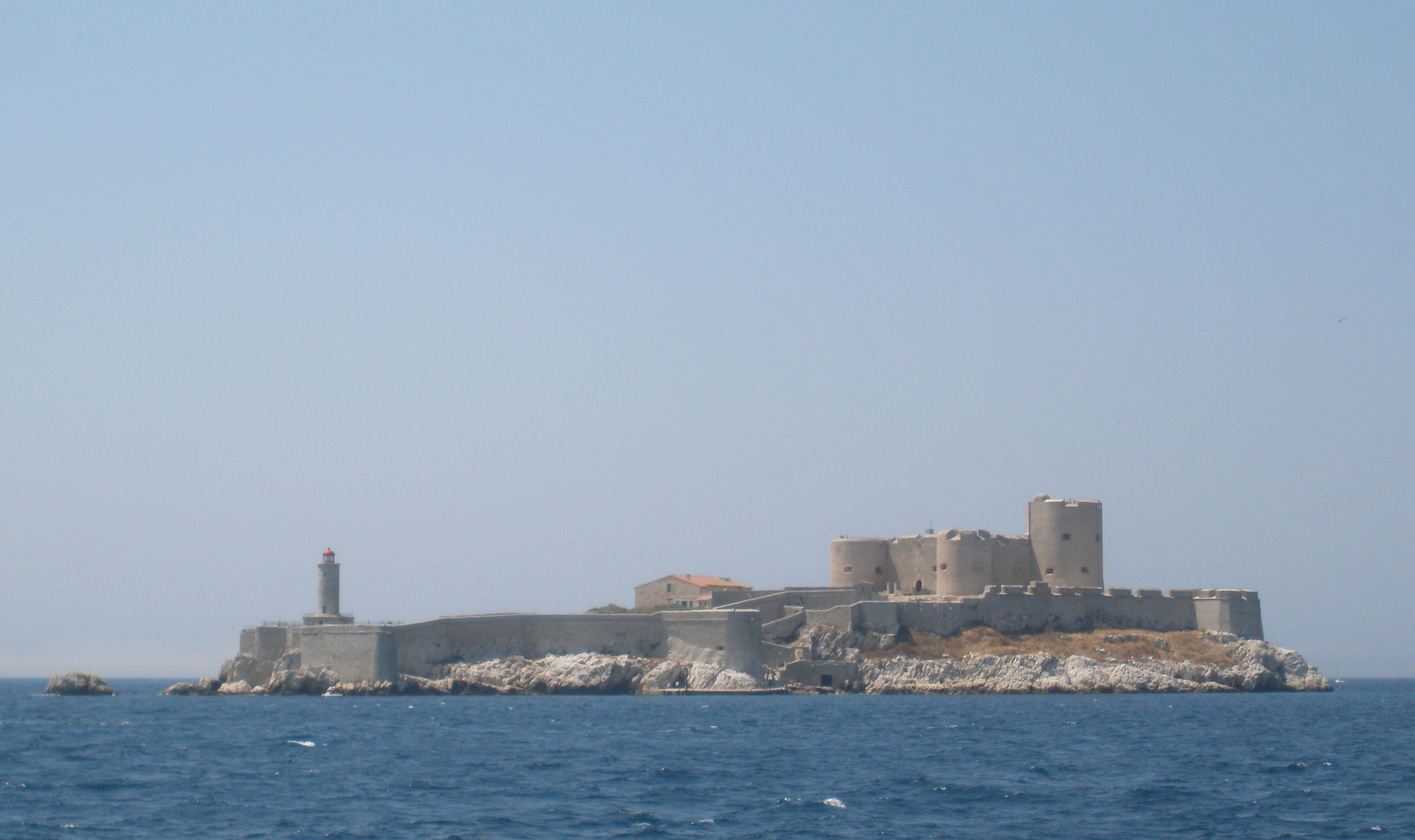
Le Château d'If en 2009.

En 1844-1846, Alexandre Dumas fait construire une demeure au Port-Marly (Yvelines), qu'il appelle le « château de Monte-Cristo ». Le parc et le château sont ouverts à la visite depuis 1994.
En 1889, à Paris, est inaugurée une rue Monte-Cristo, qui débouche sur la rue Alexandre-Dumas.
En 1935 est créé à La Havane le cigare de marque Montecristo en hommage au roman considéré comme populaire parmi les ouvriers des usines à rouler.
En 2003, un timbre est émis par la poste française.
Du côté de Marseille, des visites des « cellules dites d'Edmond Dantès et de l'abbé Faria » sont organisées au château d'If, au large de la ville, dès 1848 et l'ouverture au public. Le réalisme est poussé jusqu'à avoir creusé une galerie entre la cellule supposée de Dantès et celle de l'abbé Faria. Pour commémorer l'évasion du comte de Monte-Cristo, une traversée à la nage entre le château d'If et la plage du Roucas-Blanc est organisée tous les ans depuis 1999, généralement en juin. Les participants de ce défi de Monte-Cristo ont également la possibilité de faire des parcours moins longs.